# Cantone di Aubagne-Ovest
Il Cantone di Aubagne-Ovest era una divisione amministrativa dell'arrondissement di Marsiglia.
A seguito della riforma approvata con decreto del 18 febbraio 2014, che ha avuto attuazione dopo le elezioni dipartimentali del 2015, è stato soppresso.

## Composizione
Comprendeva la parte occidentale della città di Aubagne e il comune di La Penne-sur-Huveaune.